# Nasdaq Composite

Notowania indeksu Nasdaq Composite w latach 1971–2021 (skala logarytmiczna)

Nasdaq Composite – indeks giełdowy w skład którego wchodzi większość (ponad 3000) spółek notowanych na amerykańskiej giełdzie Nasdaq.
Z indeksu wyłączone są akcje spółek równolegle notowanych na innych giełdach, akcje uprzywilejowane oraz większość instrumentów finansowych niebędących akcjami. Skład indeksu oraz względny udział poszczególnych składników podlega rewizji raz dziennie. Udział poszczególnych składników jest wprost proporcjonalny do ich kapitalizacji rynkowej.
Indeks funkcjonuje od 1971 roku, tj. od początku istnienia giełdy Nasdaq. Jego podzbiorem jest odrębny indeks Nasdaq-100.